# Sehima
Sehima là một chi thực vật có hoa trong họ Hòa thảo (Poaceae).

## Loài
Chi Sehima gồm các loài: